# Fargesia robusta
La Fargesia robusta és una espècie de bambú, del gènere Fargesia de la família de les poàcies, ordre de les poals, subclasse Commelinidae, classe Liliopsida, divisió dels magnoliofitins. Sinònim: Thamnocalamus robustus ((Yi) J. P. Demoly).
Arriba a assolir els cinc metres i mig d'alçada i suporta temperatures de –4 °C. Les fulles fan entre 8 i 20 centímetres de llarg, i amplades d'entre 0,5 a 2 cm. No és un bambú de tipus corredor, i això el fa una planta interessant en jardineria. En la seva Xina originària, es fa a l'Himalaia (1.200 a 2.800 m d'alçada, regió de Sichuan), al parc natural de Wolong i a altres zones.
Variants cultivades: Fargesia robusta "Campbell", F.r."Pingwu", F.r."Wolong", F.r."Red Sheaths", F.r."Wenchuan".